# Elaphria optata
Elaphria optata är en fjärilsart som beskrevs av William Schaus 1911. Elaphria optata ingår i släktet Elaphria och familjen nattflyn. Inga underarter finns listade i Catalogue of Life.